# Friedrich Stein
Samuel Friedrich Nathanael (rytíř) Stein (3. listopadu 1818 Niemegk, Braniborsko – 9. ledna 1885 Praha) byl německý zoolog a entomolog, který od roku 1855 žil a působil v Praze. Je jednou ze 72 významných osobností, jejichž jména jsou napsána pod okny Národního muzea v Praze.

## Život
Byl synem doktora teologie a protestantského pastora v Niemegku Karla Wilhelma Steina (1790–1864) a jeho manželky Marie Polsterové (1795–1869).
Kromě školní docházky ho v mládí otec učil starým jazykům, protože měl studovat teologii. Když pak ale Friedrich přišel v roce 1832 na střední školu ve Wittenbergu, zaujaly ho přírodní vědy a stal se vášnivým sběratelem a pozorovatelem hmyzu a rostlin. V letech 1834 až 1837 ještě jako středoškolský student publikoval několik článků o svých pozorováních ve vědeckém časopise „Iris“. Mezi ně patřil mimo jiné popis jednoho druhu ze skupiny malých motýlů (Mikrolepidoptera), který objevil a který byl později uznán jako nový druh Alucita pelidnodaktyla. Otec jej přestal nutit do studia teologie a Friedrich po maturitě odešel v roce 1838 na berlínskou univerzitu, kde studoval přírodní vědy a medicínu. Tam zaujal zejména ředitele Královského zoologického muzea, profesora Martina Lichtensteina a profesora zoologie Wiegmanna, kteří ho ve studiu podporovali. Řadu podnětů mu poskytl i profesor Johannes Müller, jehož přednášky o srovnávací anatomii a fyziologii navštěvoval.
Na konci studia obhájil dizertační práci o stonožkovcích (Myriapoda) s názvem „De Myriapodum partibus genitalibus cum 3 tab. aeneis“. Prof. Lichtenstein ho zaměstnal nejprve v berlínském zoologickém muzeu, kde se od roku 1843 stal kustodem, a ve stejném roce pak získal úvazek pro výuku zoologie a botaniky na odborné škole v Berlíně. Tam napsal učebnici „Základy organické přírodovědy“. V roce 1847 publikoval velkou vědeckou monografii „Srovnávací anatomie a fyziologie hmyzu“ (s 9 mědirytinami) a na základě této práce se na jaře 1848 habilitoval jako privátní docent zoologie na berlínské univerzitě. Od roku 1847 byl také členem ministerské zkušební komise pro nadlesní a stal se tak známým v lesnických kruzích.
V roce 1849 se Stein stal kurátorem Zoologického muzea v Berlíně. Na doporučení prof. Lichtensteina byl v září 1850 jmenován profesorem zoologie a botaniky na Královské saské zemědělské a lesnické akademii v Tharandtu. Zaměřil se tu především na problematiku lesnictví a zemědělství a pořádal speciální semináře věnované entomologii a cizopasníkům. Jeho nejvýznamnější publikací z té doby byla práce „Die Infusionsthiere, auf ihre Entwicklungsgeschichte untersucht“ (Nálevníci zkoumaní z hlediska jejich vývoje). V ní úspěšně polemizoval s tehdejší autoritou v této oblasti Christianem Ehrenbergem.
V roce 1855 ho požádal tehdejší rakouský ministr školství Lev Thun-Hohenstein, aby vstoupil do státní služby a přestěhoval se do Prahy, kde pak Stein až do svého důchodu pracoval na pražské univerzitě. Vyučoval především zoologii a jeho žákem byl i princ Ludvík Salvátor Toskánský, později uznávaný přírodovědec.
Vědecká práce Friedricha Steina byla zaměřena na nižší živočichy – bezobratlé, zejména na dvoukřídlé a také na jednobuněčné organismy, které mohl studovat díky dokonalejším mikroskopům: prvoky, nálevníky a bičíkovce. Především jeho práce o nálevnících se staly základem pro další výzkum v této oblasti.
V roce 1852 byl Stein zvolen členem Německé akademie přírodních věd, Leopoldiny. V roce 1859 byl přijat do Královské saské společnosti věd v Lipsku, od roku 1861 byl členem císařské bavorské akademie věd v Mnichově. Byl také čestným členem akademie věd v Turíně a akademie přírodních věd ve Filadelfii. V roce 1869 byl Stein vyznamenán Rytířským křížem Františka Josefa. V akademickém roce 1875–1876 byl po 200 letech prvním protestantským rektorem pražské univerzity. V roce 1877 obdržel Řád železné koruny III. třídy a v roce 1878 ho ve Vídni císař František Josef I. povýšil do rytířského stavu. Ve své době byl Friedrich Stein považován za tak významného v Čechách působícího vědce, že byl vybrán mezi 72 osobností, jejichž jména jsou uvedena pod okny Národního muzea v Praze.

## Rodina
Stein se oženil v roce 1844 v Berlíně s Johannou roz. Couardovou (1823-1903) a měl s ní devět dětí. Předposlední dcera Adelheid (* 1859) se provdala za českého historika umění Josefa Neuwirtha.

## Dílo (výběr)
- De Myriapodum partibus genitalibus, nova generationis theoria atque introductione systematica adjectis. Dissertatio inauguralis zoologica quam [...] v Alma Universitate Litteraria Friderica-Guilielma. Berlín: Brandes et Klewert, 1841
- Die lebenden Schnecken und Muscheln der Umgegend Berlins (Žijící hlemýždi a lastury berlínské oblasti). Berlín: Reimer, 1850
- Die Infusionsthiere auf ihre Entwicklungsgeschichte untersucht (Nálevníci zkoumaní z hlediska jejich vývoje). Leipzig: Engelmann 1854
- Der Organismus der Infusionsthiere nach eigenen Forschungen (Organismus nálevníků podle vlastního bádání). Lipsko: Engelmann, část 1: 1859, část 2: 1867, část 3: 1878, část 4: 1863 (Poznámka: toto je Steinovo hlavní dílo)
- Über die Hauptergebnisse der Infusorienforschungen (O hlavních výsledcích výzkumu nálevníků). Přednáška, Vídeň: 1863